# 蒂瓦伊波因

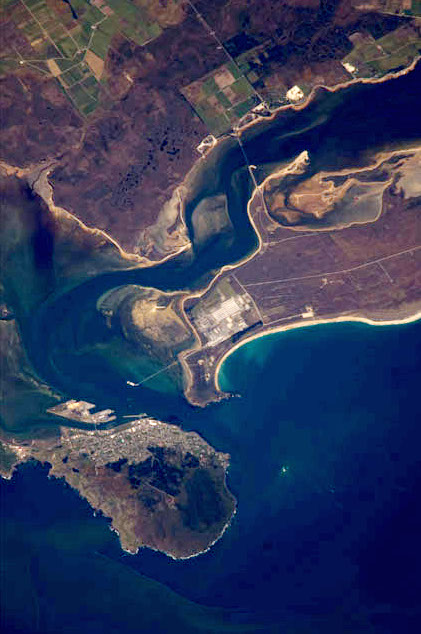
2008年從國際太空站鳥瞰的Awarua 平原（上）、蒂瓦伊波因（中）及布拉夫（左下）。

蒂瓦伊波因（英語：Tiwai Point）位於新西蘭南島南部海岸的布拉夫（Bluff） 港入口。蒂瓦伊波因從Awarua平原的西端延伸入海，在它北面的Awarua灣和南面的福沃海峽之間，其上有新西蘭最大的工業設施之一——蒂瓦伊波因鋁冶煉廠。

## 蒂瓦伊礁石重點鳥區
蒂瓦伊波因尖端的礁石被國際鳥盟定為重點鳥區，因為那裡是斯圖爾特島鸕鶿（英語：Steward Island shag）的繁殖地。